# アレクサンドル・ドゥトフ

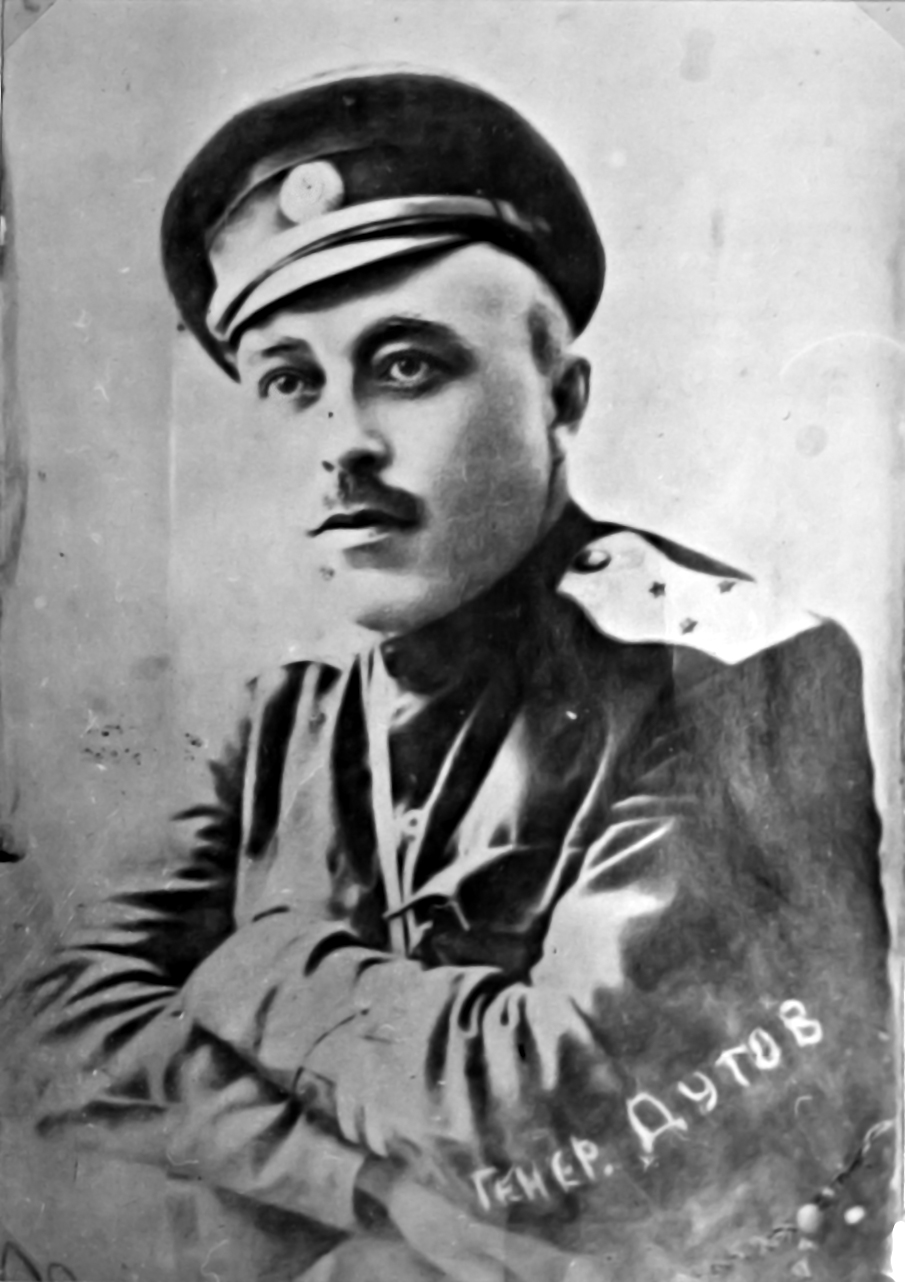
アレクサンドル・ドゥトフ

アレクサンドル・イリイッチ・ドゥトフ（ロシア語: Александр Ильич Дутов、1879年8月5日 - 1921年3月7日）は、ロシア帝国、白軍の軍人。中将。オレンブルク・コサックのアタマン。

## 経歴
1896年、オレンブルク・ニコライ幼年団（幼年学校）、1898年、ニコライ騎兵学校、1908年、ニコライ参謀本部アカデミーを卒業。第一次世界大戦に従軍し、オレンブルク・コサック学校勤務、コサック連隊長補佐官を務めた。1917年3月、全ロシア・コサック軍同盟議長に選出され、同年4月、ペトログラードへのコサック部隊の行進を指揮した。9月、オレンブルク・コサックのアタマン兼政府議長に選出。
1917年11月17日、オレンブルクにおいて、ボリシェヴィキに対して蜂起。ドゥトフの部隊（約7千人）は、オレンブルクの外、チェリャビンスク、トロイツク、ヴェルフニェウラリスクを占領した。ヴァシーリー・ブリュヘル、エルマコフ等の赤軍部隊は、1918年1月18日にオレンブルクを占領し、ドゥトフの部隊を駆逐した。ドゥトフは、ヴェルフニェウラリスクに撤退して勢力を回復し、2月、再びオレンブルクを襲撃した。しかしながら、ドゥトフの部隊は、ブリュヘルにより再び撃破され、トゥルガイ・ステップに撤退した。
この後間もなく、チェコ軍団と合流した。1918年7月3日、ドゥトフの部隊は、オレンブルクを再び奪取し、同年11月、アレクサンドル・コルチャークのロシア軍に編入された。1919年9月、ドゥトフのオレンブルク軍は、アクチュビンスク郊外で赤軍に敗れた。1919年9月21日、ドゥトフは、新編のオレンブルク軍司令官に任命されたが、再び赤軍に敗れた。残余部隊は、セミレーチエに撤退し、ボリス・アンネンコフのセミレーチエ軍と合流した。この撤退は、寒気と飢餓に悩まされ、部隊は大きく損耗した。
セミレーチエ撤退後、セミレーチエ州総督に任命。1920年5月27日、部隊と共に中国に渡り、新疆省伊犁道綏定県（現在の新疆ウイグル自治区イリ・カザフ自治州イリ地区霍城県水定鎮）に移住する。1921年3月7日、同地にてソ連内務人民委員部（NKVD）のエージェントカスィムハン・チャヌィシェフらにより暗殺された。遺体は同地に埋葬された。